# Dorosoma anale
Dorosoma anale är en fiskart som beskrevs av Meek, 1904. Dorosoma anale ingår i släktet Dorosoma och familjen sillfiskar. Inga underarter finns listade i Catalogue of Life.